# Тофер Грейс
Тофер Грейс (англ. Topher Grace; нар. 12 липня 1978, Нью-Йорк, США) — американський актор.

## Біографія
Кристофер Джон Грейс народився в Нью-Йорку, США, але до тринадцяти років він прожив в Дерієні. Батько актора Джон — керівник одного з підприємств, а мати Пет — асистент вчителя у приватній школі. У актора також є молодша сестра Дженні 1981 року народження. Навчався в Академії Брюстера та Університеті Південної Каліфорнії, але припинив навчання на першому курсі, сконцентрувавшись на акторській роботі.

## Кар'єра
На одній із шкільних вистав Тофер вразив своєю грою Террі та Бонні Тернерів — творці сіткому «Третя планета від Сонця». Його запросли на кастинг для наступного проекту і у 1998 виходить «Шоу 70-х», де актор виконав головну роль Еріка Формана. Шоу протрималось вісім сезонів, хоча Тофер залишив його наприкінці сьомого і повернувся лише в останньому епізоді.
Дебютною роботою на великому екрані стала роль наркомана у стрічці Стівена Содерберга «Трафік». У 2004 отримав головну роль у незалежній стрічці «Постскриптум». Того ж року актор зіграв у фільмах «Побачення з зіркою», «Крута компанія». 2007 вийшов фільм «Людина-павук 3», в ньому Тофер виконав роль суперника Людини-павука. У ролі клерка з'явився у романтичній комедії «День Святого Валентина», а наступного року вийшов фільм «Хижаки», в якому Грейс викона роль лікаря.
У 2011 зіграв у стрічці каналу HBO про фінансову кризу 2008 «На межі повного краху» та «Велике весілля» з Робертом Де Ніро. У комедії «Машина війни» актор працював на одному знімальному майданчику з Бредом Піттом, Беном Кінгслі.

## Особисте життя
У 2014 почав зустрічатися з акторкою Ешлі Хіншо. У січні наступного року актор зробив їй пропозицію. У травні 2016 пара побралася у колі родини та друзів у Санта-Барбарі, Каліфорнія.

## Фільмографія

### Фільми
| Рік  | Назва                        | Оригінальна назва             | Роль           | Примітки                        |
| ---- | ---------------------------- | ----------------------------- | -------------- | ------------------------------- |
| 2000 | Трафік                       | Traffic                       | Сет Абрагамс   |                                 |
| 2001 | Одинадцять друзів Оушена     | Ocean's Eleven                | грає себе      |                                 |
| 2002 | Піноккіо                     | Pinocchio                     | Леонардо       | озучка                          |
| 2003 | Посмішка Мони Лізи           | Mona Lisa Smile               | Томмі          |                                 |
| 2004 | Побачення з зіркою           | Win a Date with Tad Hamilton! | Піт Монаш      |                                 |
| 2004 | Постскриптум                 | P.S.                          | Скотт          |                                 |
| 2004 | Дванадцять друзів Оушена     | Ocean's Twelve                | грає себе      |                                 |
| 2004 | Крута компанія               | In Good Company               | Картер         |                                 |
| 2007 | Людина-павук 3: Ворог у тіні | Spider-Man 3                  | Едді Брук      |                                 |
| 2008 | Особисте                     | Personal Effects              | Клей           | озвучка; в титрах не зазначений |
| 2010 | День Святого Валентина       | Valentine's Day               | Джейсон Морріс |                                 |
| 2010 |                              | Death Bed Subtext             | Бен            | короткометражка                 |
| 2010 | Хижаки                       | Predators                     | Едвін          |                                 |
| 2011 | Відвези мене додому          | Take Me Home Tonight          | Метт Франклін  |                                 |
| 2011 | На межі повного краху        | Too Big to Fail               | Джим Вілкінсон | телефільм                       |
| 2011 | Подвійний агент              | The Double                    | Бен Гірі       |                                 |
| 2012 | Гігантська механічна людин   | The Giant Mechanical Man      | Дуг            |                                 |
| 2013 | Велике весілля               | The Big Wedding               | Джаред Гріффін |                                 |
| 2013 | Люди у Нью Джерсі            | People in New Jersey          | Карл Левін     | телефільм                       |
| 2014 | Втік наречений               | Don Peyote                    | Глевін         |                                 |
| 2014 | Покликання                   | The Calling                   | Бен Вінгейт    |                                 |
| 2014 | Серце вщент                  | Playing It Cool               | Скотт          |                                 |
| 2014 | Інтерстеллар                 | Interstellar                  | Гетті          |                                 |
| 2015 | Ультраамериканці             | American Ultra                | Адріан         |                                 |
| 2015 | Правда                       | Truth                         | Майк Сміт      |                                 |
| 2017 | Машина війни                 | War Machine                   |                |                                 |
| 2018 | Під Сільвер-Лейк             | Under the Silver Lake         | друг Сема      |                                 |
| 2018 | Чорний куклукскланівець      | BlacKkKlansman                | Девід Дюк      |                                 |
| 2020 | Чесний кандидат              | Irresistible                  | Курт Фарландер |                                 |
| 2024 | Єретик                       | Heretic                       | Кеннеді        |                                 |
| 2025 | Небезпечний рейс             | Flight Risk                   | Вінстон        |                                 |

### Серіали
| Рік       | Назва                | Оригінальна назва       | Роль          | Примітки          |
| --------- | -------------------- | ----------------------- | ------------- | ----------------- |
| 1998–2006 | Шоу 70-х             | That '70s Show          | Ерік Форман   | 179 епізодів      |
| 2002      | Що нового, Скубі-Ду? | What's New, Scooby-Doo? | охоронець     | озвучка; 1 епізод |
| 2003      | Цар гори             | King of the Hill        | Кріс          | озвучка; 1 епізод |
| 2005      | Стелла               | Stella                  | Кевін         | 1 епізод          |
| 2005      | Робоцип              | Robot Chicken           | Ерік Форман   | озвучка; 1 епізод |
| 2008      | Сімпсони             | The Simpsons            | Донні         | озвучка; 1 епізод |
| 2012      | Комедія. Бах! Бах!   | Comedy Bang! Bang!      | оператор      | 1 епізод          |
| 2012      | Краса всередині      | The Beauty Inside       | Алекс         | 6 епізодів        |
| 2015      | Маппети              | The Muppets             | грає себе     | 1 епізод          |
| 2015      | П'яна історія        | Drunk History           | Мілтон Бредлі | 1 епізод          |
| 2016      | ТріпТанк             | TripTank                | Леонард       | озвучка; 1 епізод |
| 2023      | Шоу 90-х             | That '90s Show          | Ерік Форман   | 1 епізод          |